# Озенбашлы, Амет
Аме́т Озенбашлы́ (крымскотат. Amet Özenbaşlı, полное имя Озенбашлы Амет-эфенди Сеит-Абдулла-оглу крымскотат. Özenbaşlı Amet efendi Seit Abdulla oğlu; 10 февраля 1893, Бахчисарай — 4 декабря 1958, Ленинабад) — крымскотатарский писатель, драматург, общественный и политический деятель.

## Биография
Родился в семье крымскотатарского писателя Сеит-Абдуллы Озенбашлы. В 1914 году окончил Симферопольскую частную мужскую гимназию М. А. Волошенко.
Некоторое время работал в типографии Исмаила Гаспринского, выполняя функции художника-оформителя каллиграфа.
В 1915—1917 годах учился на медицинском факультете Новороссийского университета в Одессе. 1917 года был членом Мусульманского исполнительного комитета, Совета народных представителей, делегатом Курултая.
Был сторонником социализма и идеи создания суверенного крымскотатарского государства. Принимал участие в киевском Съезде Народов 5-6 сентября 1917 года, где заявил следующее:
«...Крымские татары привыкли жить свободной жизнью... и вполне достойны свободного и самостоятельного строительства своей... жизни на своей же земле. Пусть знают все, что крымские татары не позволят никому установить какую бы то ни было гегемонию на Крымском полуострове. (...) ...Мы, свободные сыны отныне свободного татарского народа, протягиваем вам руку с лозунгом демократической федеративной республики для счастливого, дружеского сожительства, чтобы каждая народность в своеобразных национальных проявлениях могла свободно вносить свою каплю мёда в соты человеческого гения и прогресса, дабы из отдельных национальных культур получилось одно гармоническое целое».
В 1918 году стал членом Таврического губернского комиссариата. В октябре того же года был участником киевских переговоров делегации Крымского краевого правительства Матвея Сулькевича представителями Украинского государства.
Озенбашлы преследовали белые. После того, как Красная армия заняла Крым, сотрудничал с большевиками. В 1920 году стал одним из учредителей сельскохозяйственного кооператива «Ширкет», что имел ответвления во всех районах Крыма и объединял членов Национальной партии.
С 1922 по 1924 год был директором и преподавателем психологии татарского педагогического техникума в Тотайкое. В 1922 году окончил медицинский факультет Крымского университета, получив диплом врача-невропатолога.
Был участником организации «Коч ярдим» («Помощь переселенцам»), имевшей целью создание благоприятных условий для возвращения крымских татар с Турции и Болгарского царства.
В 1924—1927 годах занимал должность заместителя народного комиссара финансов Крымской АССР.
С 1927 года работал невропатологом 3-й поликлиники Симферополя.
В апреле 1928 Озенбашлы арестовали в связи с подготовкой процесса над членами Национальной партии, а в декабре того же года — приговорили к расстрелу, но этот приговор заменили на 10 лет исправительно-трудовых лагерей (Забайкалья). В 1931-34 работал врачом на строительстве канала до Белого моря. Досрочно освобождён в 1934 году.
Жил в Новосибирске и Павлограде, работал врачом.
Во время Второй мировой войны вернулся в Крым. Был сторонником сотрудничества с немцами для борьбы с большевиками и образования на полуострове крымскотатарского государства под опекой Рейха. С отступлением немцев оказался в Румынии, где его арестовали и отправили в Москву. В сентябре 1947 года Озенбашлы вынесли приговор: 25 лет лишения свободы, в 1955 году его досрочно освободили. После освобождения жил в Таджикистане.

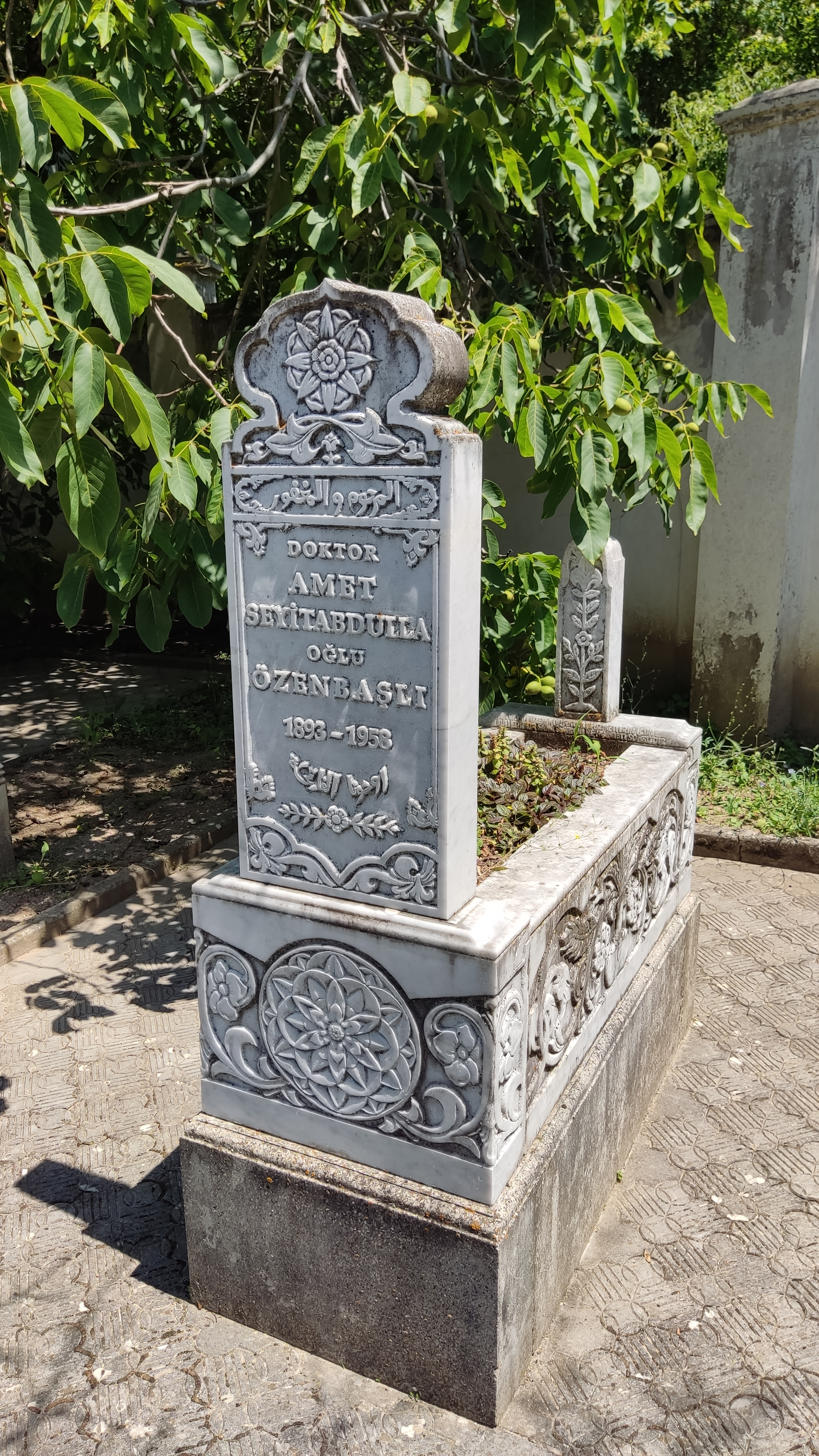
Могила Амета Озенбашлы в Бахчисарае, 2021 год

Умер 4 декабря 1958 года в Ленинабаде. В 1992 году его прах перезахоронили на территории Зинджирли-медресе в Бахчисарае рядом с могилой Исмаила Гаспринского.

## Литературное творчество
Ещё в восьмилетнем возрасте он участвовал в постановке пьесы своего отца «Чему быть, того не миновать» («Оладжагъа чаре олмаз»).
Один из учеников Айвазова, Амет Озенбашлы, увлекшись театральным искусством, 1917 года и сам написал драму «Под руинами» («O Yıqıntılar Altında») и издал её отдельной книгой в Бахчисарае. Драма А. Озенбашлы «Под руинами» смело отражает картину подавления личности и лишение свободы женщины. Идея раскрепощения крымской женщины становится главной во многих крымскотатарских произведениях начала XX век.
В 1926 году издал труд «Трагедия Крыма» («Çarlıq Akimiyetinde Qırım Faciası»), писал беллетристику и статьи на литературные темы (псевдоним — Индемез «Молчун»).